# Groton (Dakota du Sud)
La ville américaine de Groton est située dans le comté de Brown, dans l’État du Dakota du Sud. Elle comptait 1 458 habitants lors du recensement de 2010. La municipalité s'étend sur 1,75 milles carrés (4,53 km2).
Fondée en 1881, la ville doit son nom à Groton dans le Massachusetts.

## Démographie
| 1890 | 1900 | 1910  | 1920  | 1930  | 1940 |
| ---- | ---- | ----- | ----- | ----- | ---- |
| 684  | 700  | 1 108 | 1 273 | 1 009 | 946  |

| 1950  | 1960  | 1970  | 1980  | 1990  | 2000  |
| ----- | ----- | ----- | ----- | ----- | ----- |
| 1 084 | 1 063 | 1 021 | 1 230 | 1 196 | 1 356 |

| 2010  | - | - | - | - | - |
| ----- | - | - | - | - | - |
| 1 458 | - | - | - | - | - |